# Ernest Vizentini
Pour les articles homonymes, voir Vizentini.
Ernest Adolphe Vizentini (né le 6 octobre 1872 à Boulogne-sur-Mer et mort le 24 juin 1926 à Fublaines) est un bassoniste français.

## Biographie
Ernest Vizentini nait le 6 octobre 1872 à Boulogne-sur-Mer dans une famille nombreuse (5 sœurs et 3 frères), fils aîné de Ernest Jules Vizentini, commis-négociant, et d'Augustine Marguerite Laurent.
Ernest Vizentini obtient un 2e prix de basson en 1889 dans la classe du célèbre bassoniste Eugène Jancourt au conservatoire de Paris. 
Il joue comme basson solo des Concerts Lamoureux et dans la Société du double quintette de Paris. Il joue comme basson solo également à l'Orchestre de l'Opéra de Paris.
Il se marie avec "Marguerite" Lucie Gouget , artiste chorégraphique.

## Enregistrement
Il enregistre au début du XXe siècle avec la société du double quintette de Paris et également dans des formations de musique de chambre.
- Petite Gavotte, Marcietta et Menuet, trio op. 30 n° 1 de Charles Huguenin avec Georges Gillet, Henri Lefèbvre & Ernest Vizentini  (enregistré en 1905) de l'album Oboe Archive, France, vol. 1, (Oboe Classics, 2016)